# ماري من برابانت، ملكة فرنسا
ماري من برابانت (13 مايو 1254 - 12 يناير 1321) كانت ملكة فرنسا القرينة بزواجها من فيليب الثالث، هي ابنة هنري الثالث، دوق برابانت وأديلايد من بورغندي.
تزوجت من الأرمل فيليب الثالث بعد وفاة زوجته الأولى إيزابيلا من أراغون، في 21 أغسطس 1274؛ وأنجبت له:-
1. لويس، كونت إفرو (مايو 1276 - 19 مارس 1319) تزوج من مارغريت دي أرتوا؛ لهم ذرية.
2. بلانش، دوقة النمسا (حوالي. 1278 - 1 مارس 1305) تزوجت من رودولف الأول ملك بوهيميا؛ ليس لهم ذرية.
3. مارغريت، ملكة إنجلترا (حوالي. 1279 - 14 فبراير 1318) تزوجت من إدوارد الأول؛ لهم ذرية.